# FC U Craiova 1948
FC U Craiova 1948 is een Roemeense voetbalclub uit Craiova.

## Geschiedenis
In 1991 sloot de Universiteit van Craiova de voetbalafdeling van zijn sportclub. De voetballers van CS Universitatea Craiova waren vrij succesvol en hadden datzelfde jaar hun vierde landstitel behaald en waren al van 1964 onafgebroken in de hoogste klasse aanwezig. Er werd een nieuwe club opgericht FC Universitatea Craiova, dat gezien werd als de opvolger van CS Universitatea.
De club bleef de eerste jaren ook vlot meedraaien in de subtop van het Roemeense voetbal en werd in 1994 en 1995 vicekampioen. Op Europees niveau, waar de voorganger wel eens een succesje boekte kon de club nu echter geen goede resultaten meer boeken. In 1997 eindigde de club voor het eerst buiten de top vijf en werd slechts elfde. Pas in 2004 werd nog een goed resultaat behaalde toen de club vierde werd. Echter volgde het jaar erna voor het eerst een degradatie. De club beperkte de afwezigheid tot één jaar en werd de volgende jaren een middenmoter tot een nieuwe degradatie volgde in 2011.
In juli 2011 werd de club door de bond geschorst na een dispuut met ex-trainer Victor Pițurcă. Alle spelerscontracten werden ontbonden en in het seizoen 2011/12 nam de club geen deel aan de competitie. Dit werd een slepend juridisch conflict en in 2012 bepaalde de rechtbank dat de uitsluiting illegaal was. De club nam echter geen deel aan de competitie in het seizoen 2012/13. In het seizoen 2013/14 nam FC Universitatea Craiova wel weer deel aan de Liga 2, maar intussen was CS Universitatea ook heropgericht om de plaats in het voetbal terug in te nemen. Er kwam een rechtszaak tussen beide clubs die oordeelde in het voordeel van de nieuwe club, die de geschiedenis van Universitatea mocht overnemen van 1948 tot 1991. FC mocht dan enkel vanaf 1991 claimen. De club werd voorlaatste in de competitie en ging failliet, terwijl CS de promotie naar de hoogste klasse kon afdwingen.
In 2017 werd de club als FC U Craiova 1948 nieuw leven ingeblazen en begon in lagere reeksen. In 2020 kon de club al de promotie afdwingen naar de Liga 2. De club werd geholpen door de coronapandemie. In de lagere reeksen werd de competitie stopgezet en promoveerden de teams die op dat moment eerste stonden. De club had echter wel al 13 voorsprong op de nummer twee en zou de promotie wellicht evenzeer afgedwongen hebben.

## Erelijst
- Beker
  - Winnaar: 1993
  - Finalist: 1994, 1998, 2000

## Eindklasseringen
| 4 |

| 3 |

| 2 |

| 2 |

| 4 |

| 11 |

| 8 |

| 13 |

| 13 |

| 8 |

| 7 |

| 7 |

| 4 |

| 16 |

| 1 |

| 9 |

| 9 |

| 7 |

| 13 |

| 15 |

| - |

| - |

| 12 |

| - |

| - |

| - |

| 1 |

| 2 |

| 1 |

| 1 |

| 10 |

| 7 |

| 16 |

| Liga 1 | Liga 2 | Liga III | Liga IV | Liga V |

Tot 2006/07 stond de Liga 1 bekend als de Divizia A. De Liga 2 als Divizia B en de Liga III als Divizia C.

## In Europa
De Roemeense voetbalclub FC U Craiova 1948 speelt sinds 1991 wedstrijden in Europese competities. Hieronder volgt een overzicht van de gespeelde wedstrijden per seizoen.
| Seizoen                                                    | Competitie    | Ronde | Land                          | Club                      | Score               | PUC |
| ---------------------------------------------------------- | ------------- | ----- | ----------------------------- | ------------------------- | ------------------- | --- |
| 1991/92                                                    | Europacup I   | 1R    | Vlag van Cyprus               | Apollon Limassol          | 2-0, 0-3            | 2.0 |
| 1992/93                                                    | UEFA Cup      | 1R    | Vlag van Tsjechië             | SK Sigma MŽ Olomouc       | 0-1, 1-2            | 0.0 |
| 1993/94                                                    | Europacup II  | 1R    | Vlag van Faeröer              | HB Tórshavn               | 4-0, 3-0            | 4.0 |
|                                                            |               | 1/8   | Vlag van Frankrijk            | Paris Saint-Germain       | 0-4, 0-2            | 4.0 |
| 1994/95                                                    | UEFA Cup      | Q     | Vlag van Georgië              | Dinamo Tbilisi            | 0-2, 1-2            | 0.0 |
| 1995/96                                                    | UEFA Cup      | Q     | Vlag van Wit-Rusland          | Dinamo Minsk              | 0-0, 0-0 (1-3 n.p.) | 2.0 |
| 1996                                                       | Intertoto Cup | Groep | Vlag van Duitsland            | Karlsruher SC             | 0-1                 | 0.0 |
|                                                            |               | Groep | Vlag van Slowakije            | Spartak Trnava            | 2-1                 | 0.0 |
|                                                            |               | Groep | Vlag van Letland              | Daugava Riga              | 3-0                 | 0.0 |
|                                                            |               | Groep | Vlag van Servië en Montenegro | Cukaricki Stankom Beograd | 2-1                 | 0.0 |
| 2000/01                                                    | UEFA Cup      | Q     | Vlag van Noord-Macedonië      | Pobeda Prilep             | 1-1, 0-1            | 0.5 |
| 2001                                                       | Intertoto Cup | 1R    | Vlag van Albanië              | Bylis Ballsh              | 3-3, 1-0            | 0.0 |
|                                                            |               | Groep | Vlag van Tsjechië             | 1. FC Synot               | 2-2, 2-3            | 0.0 |
| Totaal aantal behaalde punten voor UEFA coëfficiënten: 8.5 |               |       |                               |                           |                     |     |

Zie ook
Deelnemers UEFA-toernooien Roemenië

## Bekende (oud-)spelers
- Ovidiu Stîngă
- Christian Chivu
- Valerică Găman
- Adnan Gušo
- Valentin Iliev
- Pavel Badea
- Pieter Merlier
- Frédéric Pierre
- William Baeten
- Benjamin Van Durmen
- Jérémy Huyghebaert